# Supercoppa italiana 2017 (pallavolo maschile)
La Supercoppa italiana 2017 si è svolta dal 7 all'8 ottobre 2017: al torneo hanno partecipato quattro squadre di club italiane e la vittoria finale è andata per la prima volta alla Sir Safety Perugia.

## Regolamento
Le squadre hanno disputato semifinali, finale per il terzo posto e finale.

## Squadre partecipanti
| Squadra            | Qualificazione                                   | Ultima partecipazione    |
| ------------------ | ------------------------------------------------ | ------------------------ |
| Modena             | 4ª alla regular season Serie A1 2016-17          | Supercoppa italiana 2016 |
| Sir Safety Perugia | 3ª alla regular season Serie A1 2016-17          | Supercoppa italiana 2016 |
| Lube               | Vincitrice Serie A1 2016-17/Coppa Italia 2016-17 | Supercoppa italiana 2016 |
| Trentino           | Finalista Serie A1 2016-17/Coppa Italia 2016-17  | Supercoppa italiana 2016 |

## Torneo
|  | Semifinali         | Semifinali         | Semifinali         |                    |      | Finale 1º/2º posto | Finale 1º/2º posto | Finale 1º/2º posto |  |
|  |                    |                    |                    |                    |      |                    |                    |                    |  |
|  | Lube               | Lube               | 3                  |                    |      |                    |                    |                    |  |
|  | Lube               | Lube               | 3                  |                    |      |                    |                    |                    |  |
|  | Modena             | Modena             | 1                  |                    |      |                    |                    |                    |  |
|  | Modena             | Modena             | 1                  |                    | Lube | Lube               | 1                  |                    |  |
|  |                    |                    |                    |                    | Lube | Lube               | 1                  |                    |  |
|  |                    |                    | Sir Safety Perugia | Sir Safety Perugia | 3    |                    |                    |                    |  |
|  | Trentino           | Trentino           | Sir Safety Perugia | Sir Safety Perugia | 3    | 1                  |                    |                    |  |
|  | Trentino           | Trentino           |                    |                    |      | 1                  |                    |                    |  |
|  | Sir Safety Perugia | Sir Safety Perugia | 3                  |                    |      | Finale 3º/4º posto | Finale 3º/4º posto | Finale 3º/4º posto |  |
|  | Sir Safety Perugia | Sir Safety Perugia | 3                  |                    |      |                    |                    |                    |  |
|  |                    |                    |                    |                    |      |                    |                    |                    |  |
|  |                    |                    |                    |                    |      | Trentino           | Trentino           | 1                  |  |
|  |                    |                    |                    |                    |      | Trentino           | Trentino           | 1                  |  |
|  |                    |                    |                    |                    |      | Modena             | Modena             | 3                  |  |

### Semifinali
| 7 ottobre 2017 PalaCivitanova, Civitanova Marche Durata: 1h:53 - Spettatori: 4 023 | Lube     | 3 - 1 | Modena             | 16-25, 25-19, 25-23, 25-22 |
| 7 ottobre 2017 PalaCivitanova, Civitanova Marche Durata: 1h:53 - Spettatori: 4 023 | Trentino | 1 - 3 | Sir Safety Perugia | 20-25, 18-25, 25-23, 22-25 |

### Finale 3º posto
| 8 ottobre 2017 PalaCivitanova, Civitanova Marche Durata: 2h:06 - Spettatori: ? | Trentino | 1 - 3 | Modena | 20-25, 24-26, 25-23, 30-32 |

### Finale
| 8 ottobre 2017 PalaCivitanova, Civitanova Marche Durata: 2h:08 - Spettatori: 4 291 | Lube | 1 - 3 | Sir Safety Perugia | 20-25, 25-22, 17-25, 26-28 |